# Thecla cincinata
Thecla cincinata är en fjärilsart som beskrevs av William Chapman Hewitson. Thecla cincinata ingår i släktet Thecla och familjen juvelvingar. Inga underarter finns listade i Catalogue of Life.